# Gabbionen-Brunnen

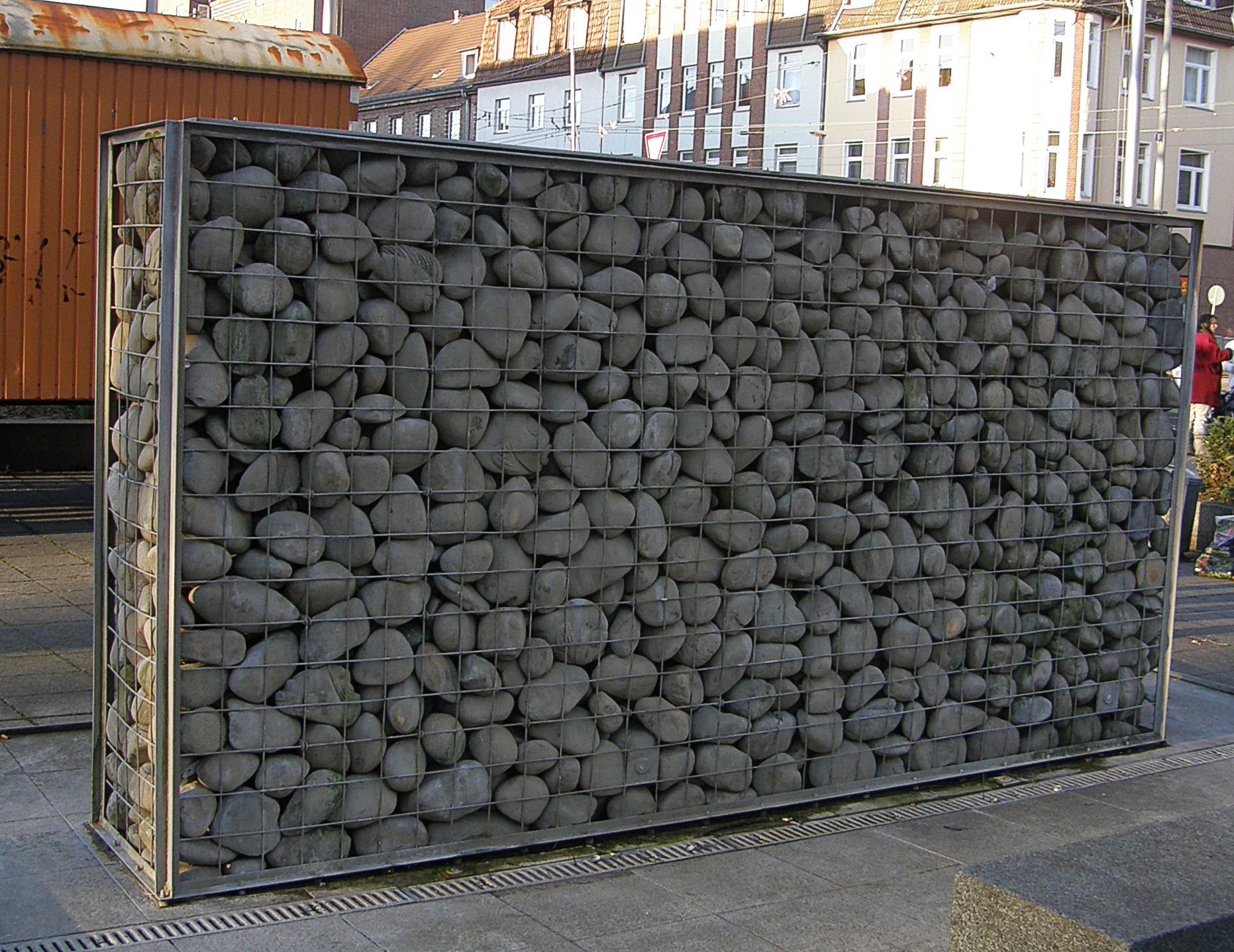
Der Gabbinonen-Brunnen auf dem Schünemannplatz

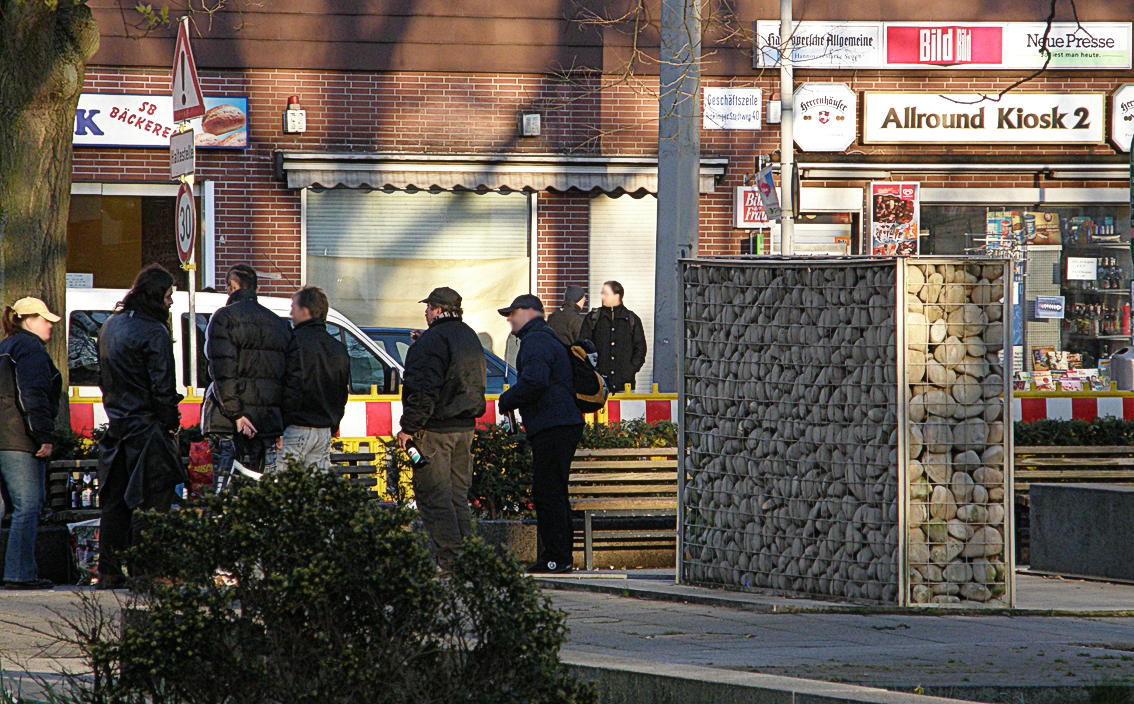
Personengruppe bei den Sitzbänken am Brunnen

Der Gabbionen-Brunnen auf dem Schünemannplatz in Hannover-Ricklingen wurde von dem Bildhauer Hans-Werner Kalkmann und dem Architekten Jens Kalkmann geschaffen. Die Brunnen-Skulptur wurde als Gabione gestaltet, ein mit Granit und Flusskies gefüllter und aus Edelstahl hergestellter Drahtgeflecht-Korb. In diesem wird das Wasser über die Füllung, in der Muscheln und Fische versteckt sind, in ein flaches Edelstahlbecken geleitet.
Der Gabbionen-Brunnen wurde im Rahmen des städtischen Programms „Hannover schafft Platz“ im Jahr 2002 in Betrieb genommen als Nachfolger des nahegelegenen ehemaligen Schünemann-Brunnens.